# Решт

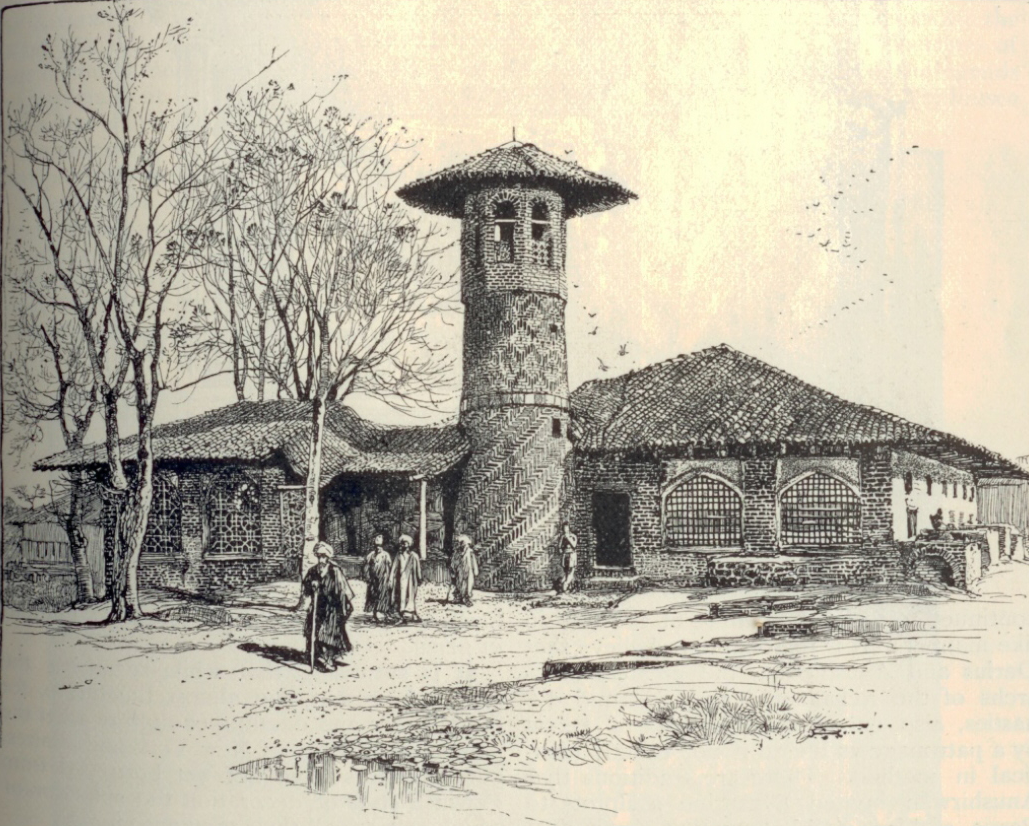
Старая мечеть в Реште в 1886.

Решт (перс. رشت‎, гил. رشت) — город в Иране, центр провинции (остана) Гилян. Население — немногим более 620 000 жителей. Расположен на равнине к югу от Каспийского моря.
Город является крупным торговым узлом, за счёт близости к порту Энзели, развитому сельскому хозяйству в регионе и активной торговле с каспийскими странами, в основном с кавказским регионом и Российской Федерацией. В регионе, административным центром которого является Решт, производится рис, хлопок, шёлк, арахис, из промышленных продуктов — текстиль, стекло.

## История
Решт был основан в эпоху Сасанидов.
Весной 1668 года струги Степана Разина, совершавшие военную экспедицию по шахским владениям в Каспийском море, подошли к Решту. Правитель города Будар-хан, знавший о набегах казаков, окружил их и отрезал от моря, но затем разрешил Разину отправить послов к шаху, а казакам торговать на базаре. После того, как разинцы разграбили винный погреб, местные солдаты и горожане устроили им засаду. С большим трудом, оставив убитыми на улицах Решта более 400 человек, казаки вырвались из города, отбили свои струги и ушли в море.
Тем временем шах, предупреждённый русским царём Алексеем Михайловичем, бросил старшего посланца Разина на растерзанье собакам, а остальных заковал в цепи и заточил в темницу. Вскоре отряд Разина хитростью захватил и разграбил город Фарабад, а также соседний Астрабад (современный Горган).
В 1901 г. город постигла эпидемия чумы. 
В первые годы XX века город принимал активное участие в событиях Конституционной революции в Иране 1905—1911 годов. Так, в феврале 1909 года власть в городе перешла к сторонникам конституции, как и в других гилянских городах, после чего фидаи Гиляна стали готовиться к походу на Тегеран против шаха, что им удалось и 16 июля 1909 года Мохаммад Али-шах был свергнут.
Решт и провинция Гилян вместе с Азербайджаном многократно занимались русской (а затем советской) армией (после войны с Персией в 1723—1736, потом в 1909—1912, 1915—1918, 1920—1921, 1941—1946). Здесь же была основана Персидская Советская Социалистическая Республика (1920—1921).

## Современность
В настоящее время Решт является крупным индустриальным городом. Высоко развит туризм, благодаря наличию множества достопримечательностей и богатой истории города.
На улице Пасдаран, 82 в городе расположено генеральное консульство России.

## Образование
В городе расположен Гилянский университет (перс. دانشگاه گيلان), созданный в 1974 году в рамках кооперации между Ираном и ФРГ. Находится в 30 километрах от Каспийского моря, обучается около 17000 студентов по 112 специальностям.
В городе также расположено отделение Исламского университета Азад, Гилянский университет медицинских наук, отделение университета Пайаме Нур, а также несколько других технических и менее крупных университетов.

## Достопримечательности
Город известен колоритным старым базаром. К другим достопримечательностям относятся: павильон Биглер Бейги, построенный во время династии Каджаров, парк Мохташам, могила Дана йе Али, Музей деревенского наследия Гиляна, а также здание муниципалитета Решта.

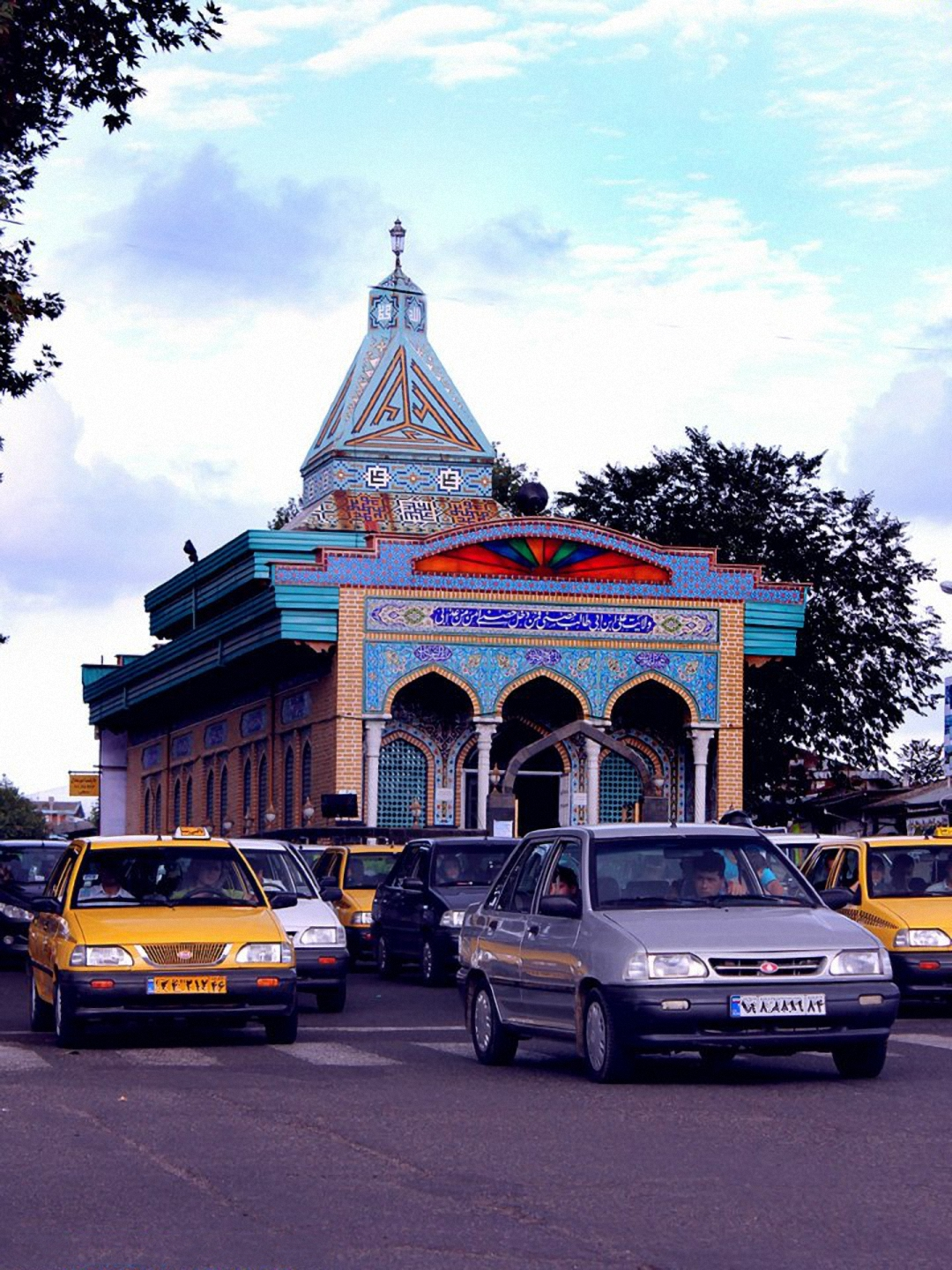
Могила известного горожанина Дана Йе Али
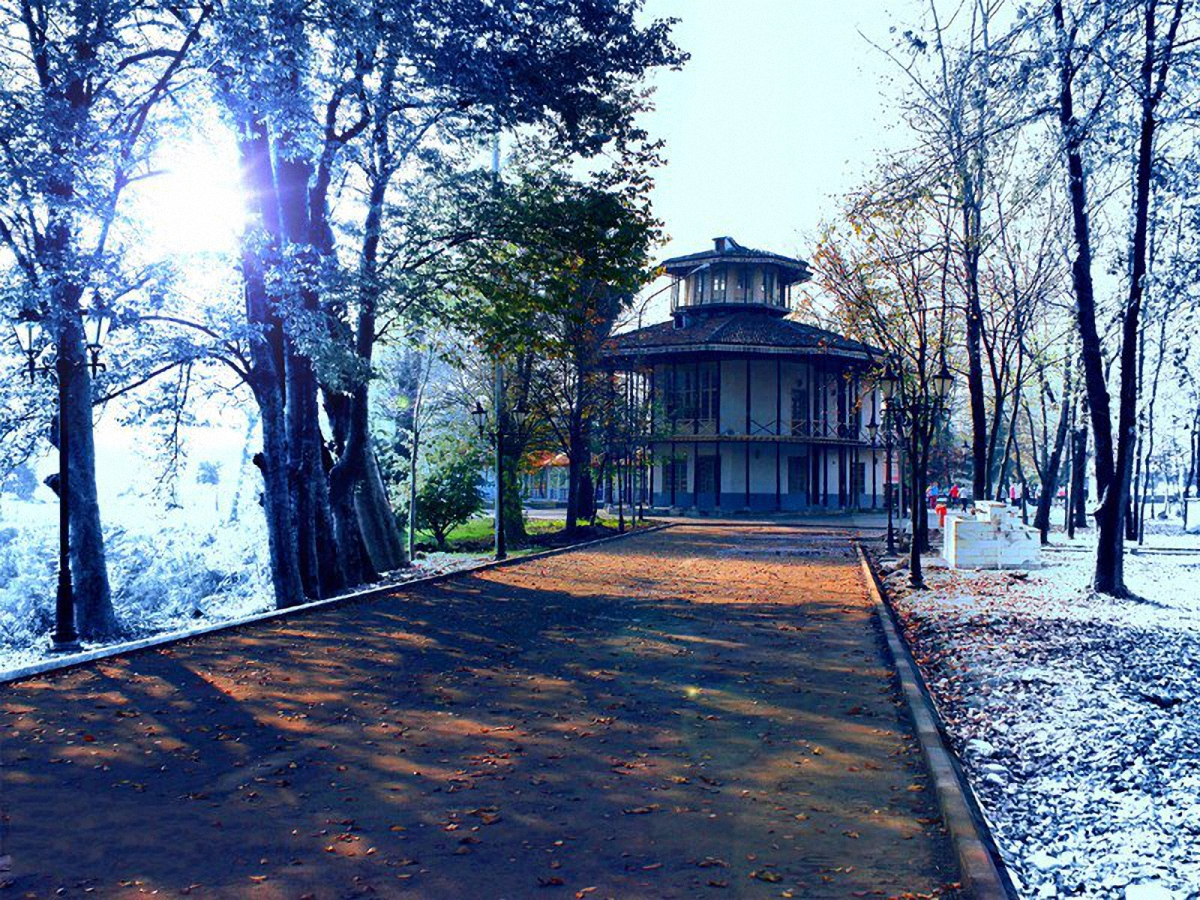
Павильон Биглер Бейги, построенный во время династии Каджаров
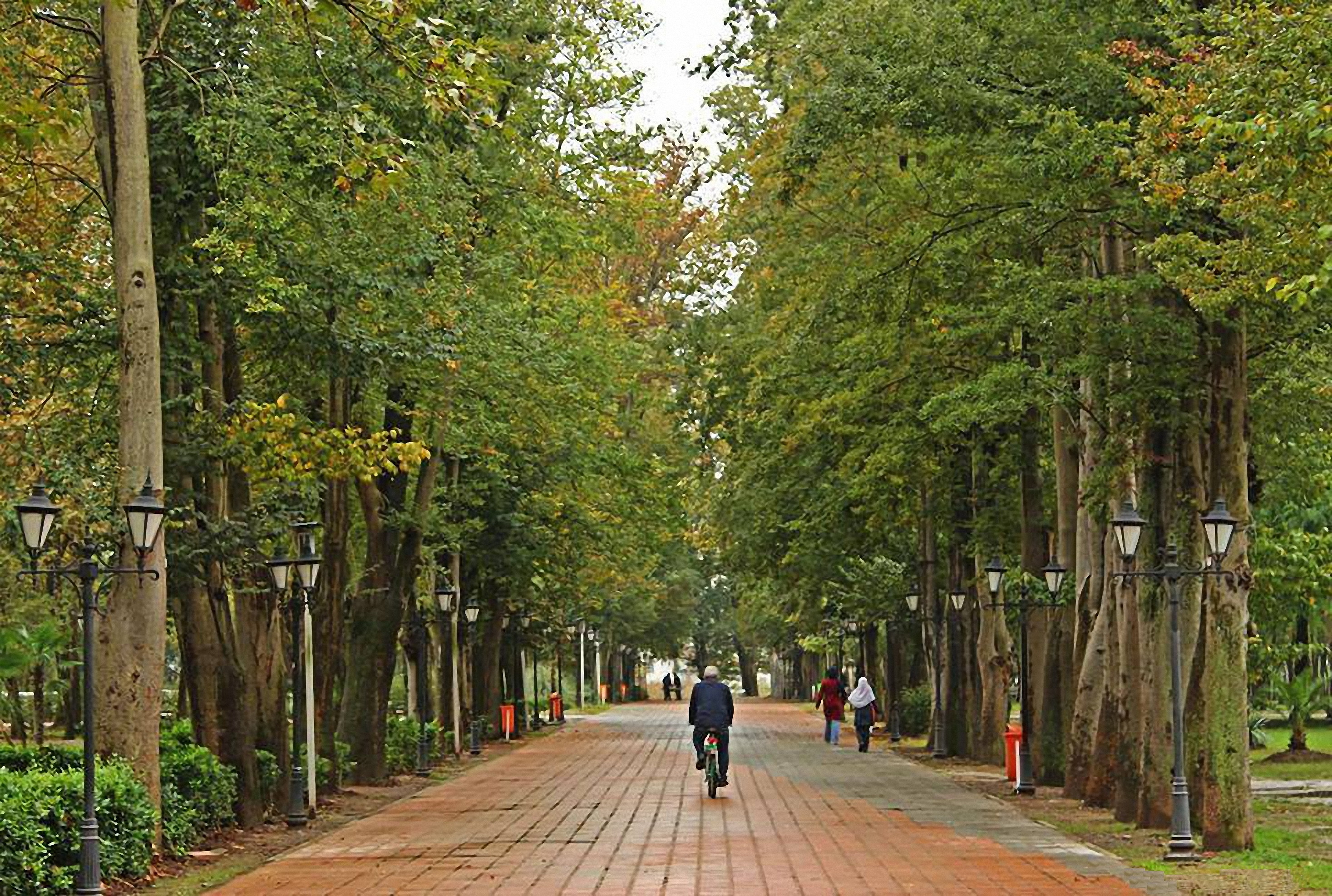
Парк Мохташам
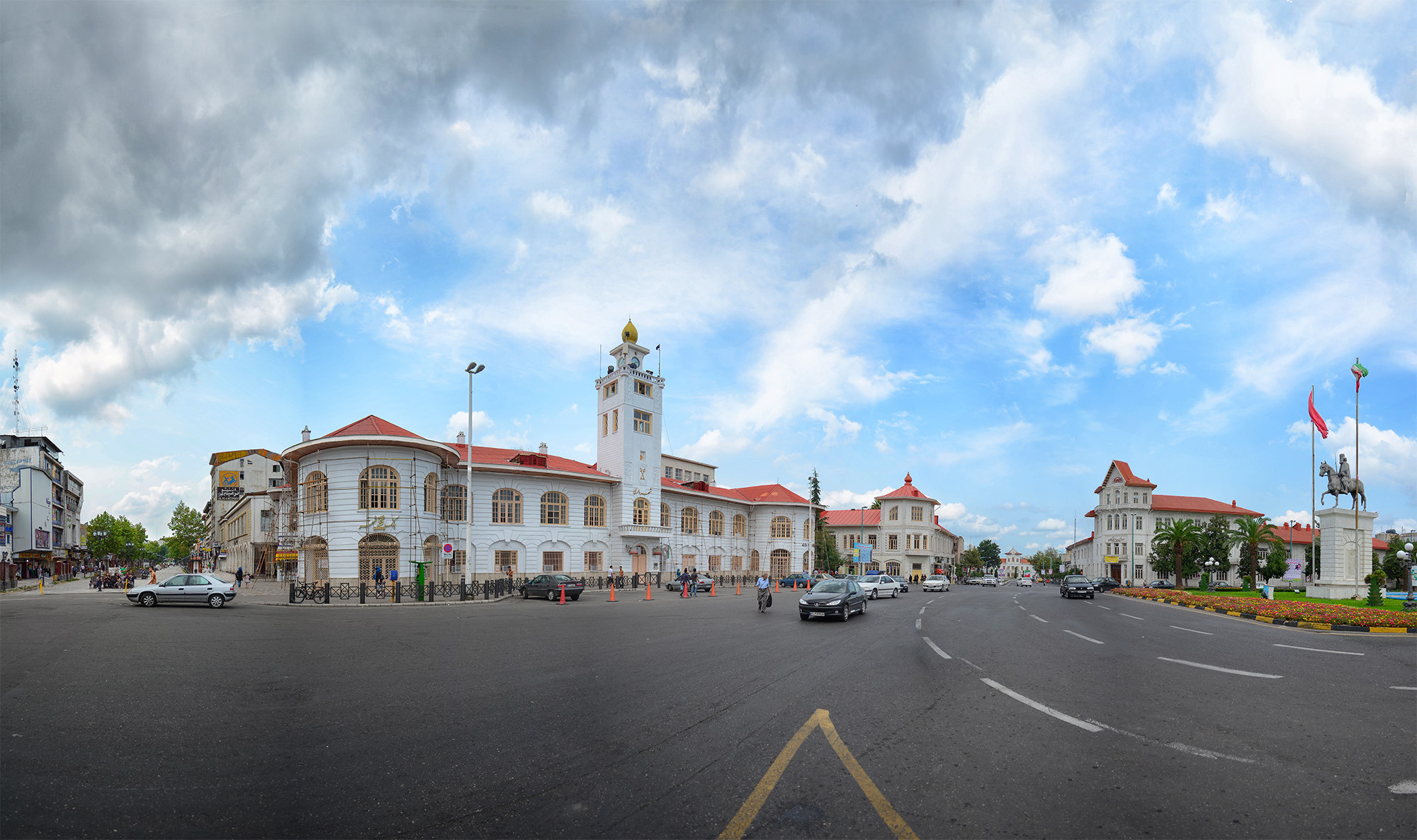
Здание муниципалитета Решта и окрестности

## Климат
| Показатель                    | Янв. | Фев. | Март | Апр. | Май  | Июнь | Июль | Авг. | Сен. | Окт. | Нояб. | Дек. | Год  |
| ----------------------------- | ---- | ---- | ---- | ---- | ---- | ---- | ---- | ---- | ---- | ---- | ----- | ---- | ---- |
| Средний суточный максимум, °C | 10,8 | 10,9 | 13,1 | 19,0 | 24,2 | 28,3 | 30,5 | 29,9 | 26,8 | 21,7 | 17,7  | 13,6 | 20,5 |
| Средняя температура, °C       | 6,7  | 6,8  | 9,2  | 14,5 | 19,9 | 24,0 | 26,2 | 25,6 | 22,5 | 17,7 | 13,5  | 9,3  | 16,3 |
| Средний суточный минимум, °C  | 1,9  | 2,5  | 5,1  | 9,3  | 14,2 | 18,0 | 20,2 | 19,8 | 17,2 | 12,8 | 8,3   | 4,2  | 11,1 |
| Норма осадков, мм             | 147  | 119  | 111  | 61   | 53   | 38   | 40   | 73   | 142  | 230  | 170   | 166  | 1350 |
| Источник: World Climate       |      |      |      |      |      |      |      |      |      |      |       |      |      |

## Города-побратимы
- Россия: Москва
- Россия: Казань
- Россия: Астрахань[10]
- Грузия: Кутаиси
- Турция: Трабзон
- Таджикистан: Раштский район
- Германия: Швебиш-Халль
- Пакистан: Мултан